# Distrito de Sacanche

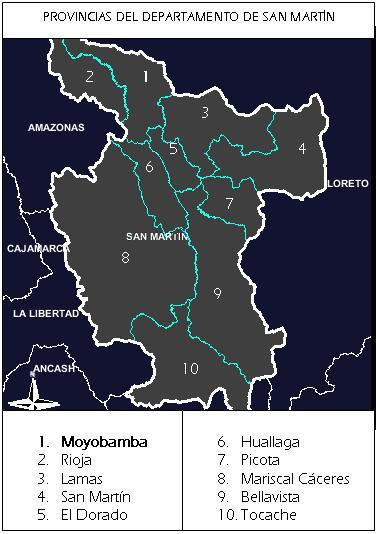
División política del Departamento de San Martín.

El Distrito de Sacanche, capital comercial  de la provincia del Huallaga es considerado el ombligo de la zona sur de la región San Martín ya que es el centro de partida de las provincias de Huallaga, Bellavista y Mariscal Cáceres. Este distrito fue fundado en el año 1825, se compone de 8 centros poblados. Tiene una superficie de 150,00 km².

## Historia
Sacanche es uno de los distritos antiguos del departamento de San Martín. Cuenta con un gran potencial turístico.
Es conocida como:   
"'La tierra del maní" o "Tierra de la sal"  
Fue fundada en el año 1825 por familias Lamistas, que dieron origen y fundaron el lugar, estas personas con sus esposas e hijos vinieron desde la ciudad de Lamas, cruzaron el valle del Sisa, hasta llegar a las orillas del río Saposoa y la quebrada Sacanche; conocedores que el lugar era provechoso para la caza y la pesca decidieron establecerse definitivamente en la zona.
Este acontecimiento histórico tuvo lugar en el siglo 18. Siglos más tarde, continuó el proceso migratorio con gente mestiza venidos desde Huánuco, Moyobamba y de otras ciudades importantes del País.

### SIGNIFICADO DEL NOMBRE «SACANCHE»
Las familias lamistas asentadas en el lugar, descubrieron muy pronto una mina de sal, en el sector salado, entrada al caserío de Collpa, a solamente 2 horas y una distancia de 7 kilómetros de la ciudad.
Los residentes lamistas en su habla quechua-castellana y a fin de salar los animales cazados indicaban a sus vecinos con las siguientes palabras: vamos a «SACAR CACHI»; en su lenguaje propio decían, vamos a sacar sal de la mina, con el transcurrir del tiempo y con presencia mestiza, se castellaníza los términos; así cuando viajeros preguntaban del lugar, contestaban que se llama sacanche.

### ATRACTÍVOS TURÍSTICOS
Entre sus principales atractivos del distrito de Sacanche están:
Aguas Termales: ubicado en el caserío Víctor Raúl Haya de la Torre, Centro Poblado de Sacanche han sido reconocidas por la Municipalidad Provincial de Huallaga como Recurso Natural a través de la Resolución de Alcaldía Nro. 263-2012 sobre los 272 m s. n. m. a la margen izquierda de la quebrada de Sacanche aproximadamente a 9 km de distancia, recorriendo una parte por la carretera Fernando Belaúnde Terry (4 km) y un desvío aguas arriba de la quebrada con un recorrido de 5 km. Sus aguas alcanzan una temperatura de 40 °C. Con presencia de lluvias sus aguas baja levemente a una temperatura de 35 °C. Este sitio turístico es utilizado por los visitantes como elemento curativo para enfermedades de la piel y otras.

Cascadas Gemelas: ubicado en el caserío Víctor Raúl Haya de la Torre, el nombre de Cascada Laguna gemelas se debe a la similitud que presenta en la naturaleza conocidas también como pongos, lagunas gemelas está conformada por dos caídas de agua, la primera tiene 5 metros de altura y a su paso forma una piscina natural con una profundidad de 7 metros. La segunda caída tiene 3 metros de altura depositándose en una poza de 6 metros de profundidad. Reseñando algo del pasado, estas lagunas gemelas eran su hábitat de los lobitos de río con un pelaje negro y brillante y se alimentaban de los peses (carachama) que abundaban en el lugar (Hoy especie en extinción)

## Geografía
Sacanche es considerado el ombligo de la zona sur de nuestra región ya que es el centro de partida de las provincias de Huallaga, Bellavista y Mariscal Cáceres. Este distrito se compone de 8 centros poblados. Tiene una superficie de 150 km².  Su capital es la ciudad de Sacanche, un distrito pintoresco que está a orillas del caudaloso río Saposoa. (301 m s. n. m.). y bañada por las saladas aguas del río Sacanche. el pueblo principal esta en la falda de un productivo cerro, junto a la Marginal; haciendo un corte perpendicular en el llamado "Cruce", con la carretera que conduce hacia la ciudad de Saposoa. 

#### Centros poblados del distrito de Sacanche
- La Esperanza.
- Flor de Cafe.
- La Unión.
- Miraflores.
- San Juan de sacanche.
- San Marcos de sacanche.
- Santa Rosa de sacanche.
- Víctor Raúl.

- Atractivos turísticos:
- Aguas termales
- Lagunas gemelas de  Victor Raul.
- Mirador de flor de café.
- Mirador de sacanche.
- Ríos:
- Río Saposoa.
- Río sacanche.
- Río salado.

## Sociedad

### Población habitantes.
9648 habitantes 

## Autoridades

### Municipales
- 2019 - 2022[1]
  - Alcalde: Roger Nolasco Armijos, de Acción Popular.
  - Regidores:

  1. José Isabel Sánchez Medina (Acción Popular)
  2. Fiorella Perdomo Aguirre (Acción Popular)
  3. Rony Troyes Delgado (Acción Popular)
  4. Santos Del Águila Vásquez (Acción Popular)
  5. Berninson Hidalgo Murrieta (Alianza para el Progreso)

Alcaldes anteriores
- 2015-2018: Miler ángulo Rodrigues.(nueva amazonía)
- 2011-2014: Paquita Ríos Del Águila, Partido Aprista Peruano (PAP).[2]
- 2007-2010: Edgar Fonseca Del Castillo.
- 1993-1998: José Alberto Fonseca Ríos

## Festividades
- Patrón del Pueblo de Sacanche: se celebra anualmente la fiesta patronal, durante diez días dedicado al «Patrón San Roque», se inicia el 7 de agosto y concluye el 17, durante estos días, al amanecer hacen el «Alba», las doce y la oración, con pandillas y marineras, (bailes costumbristas) acompañado de música de percusión, clarinete, bombo y tambor (Redoblante) por las noches baile, el 16 del citado mes en su día central, celebrado con una misa solemne, dedicado al Santo Patrón, a veces se prolonga hasta el 18, algunos devotos hacen lo que se dice el pato tipina y la presencia de la vaca loca como final del festejo.
- La Semana Santa: fiesta muy costumbrista en la localidad; los días de mayor religiosidad son: jueves y viernes santo, realizando procesiones todas las noches desde viernes de Dolores y termina el viernes santo con la Procesión del Santo Sepulcro.
- San Juan Bautista: otra de las fiestas más comunes que se celebra en el distrito; existe aún la costumbre de que los niños a las 3 de la mañana van a bañarse en la quebrada, dicen, para borrar el pecado, ocurrencia acentuada al amanecer del 24 de junio. Este día las personas salen de paseo a lugares cercanos (campo) para saborear el agradable Juanes, plato típico preparado el día anterior a base de gallina, arroz, huevos, aceituna y otros condimentos (guisador). Por su parte el cabezón planta la «humisha», para derribarla, hay una pareja espontánea o encargada, la misma que tiene la obligación de ponerla el próximo año.
- El Día de las Almas: celebración que tiene lugar los días 1 y 2 de noviembre de cada año. En esta festividad los deudos, hacen cantar responsos «por el bien del alma» de aquel ser que en vida tanto amó, cuyos responsos son cantados por el cantor previamente solicitados, se tiene la creencia de que estos responsos borran los pecados para llegar a la gracia de Dios.